# Ceuașu de Câmpie
Ceuașu de Câmpie (in ungherese Mezőcsávás, in tedesco Grubendorf) è un comune della Romania di 5651 abitanti, ubicato nel distretto di Mureș, nella regione storica della Transilvania. 
Il comune è formato dall'unione di 8 villaggi: Bozed, Câmpenița, Ceuașu de Câmpie, Culpiu, Herghelia, Porumbeni, Săbed, Voiniceni.